# ラファエル・レオン
ラファエル・アレシャンドレ・ダ・コンセイソン・レオン（Rafael Alexandre da Conceição Leão, 1999年6月10日 - ）は、ポルトガル・セトゥーバル県アルマダ出身のプロサッカー選手。セリエA・ACミラン所属。ポルトガル代表。ポジションはFW。

## 経歴

### スポルティングCP
リスボン近郊の街であるアルマダにて、アンゴラ人の両親の下に生まれた。9歳の時にスポルティング・クルーベ・デ・ポルトゥガルのユースアカデミーに入団。2017年にBチームに昇格し、2016-17シーズンはBチームで12試合7得点を決め、2017-18シーズンにトップチームに昇格。2018年2月11日のCDフェイレンセ戦でトップチームデビュー。3月3日のFCポルト戦では、相手GKのイケル・カシージャスの股下を抜いてプロ初ゴールを決めるなど注目された。
しかし、2017-18シーズン締めくくりとなるはずだった、タッサ・デ・ポルトガル決勝戦を2018年5月21日に迎えた同月15日、スポルティングの選手やスタッフなどが、ウルトラスに襲撃されるという事件が発生。これを機にルイ・パトリシオやウィリアム・カルヴァーリョなどの生え抜きの選手達が退団を決意し、レオンも追随。

### リール

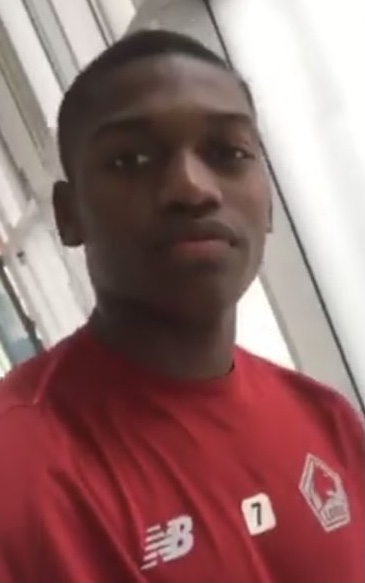
リールでのレオン（2018年）

一時はボルシア・ドルトムントのチーム関係者との面会が報じられたが、結局8月8日にリールと5年契約を締結。12月16日のニーム・オリンピック戦から4戦連発を含め、7試合6ゴールを決めたことで、フランス国内でキリアン・エムバペと比較する意見が出るようになり、『ポルトガルのエムバペ』と呼ばれるまでに注目を集める。

### ACミラン

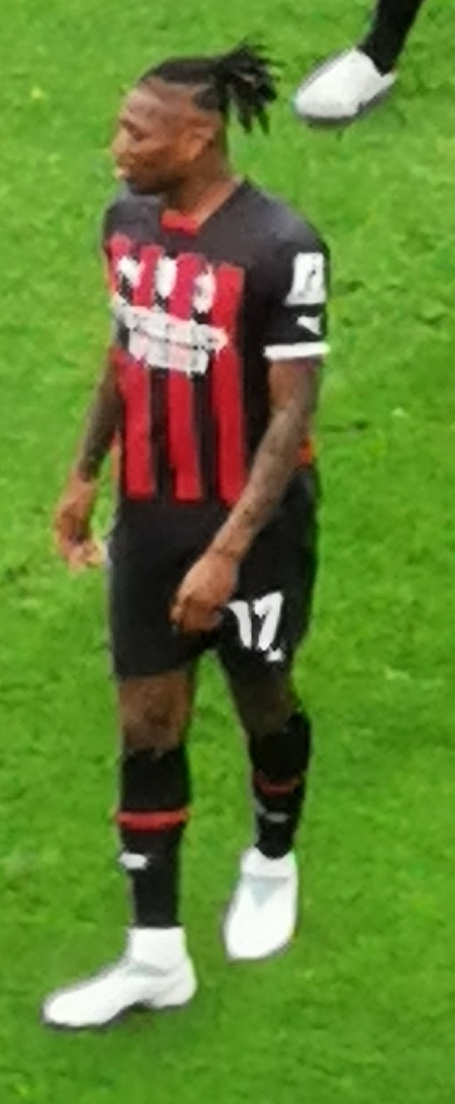
ミランでのレオン（2023年）

2019年8月1日、ACミランと5年契約を締結した。2020-21シーズン、9月29日、フィオレンティーナとの対戦で移籍後初得点、このゴールはミランの選ぶ年間最優秀ゴールにも選ばれた。12月20日、USサッスオーロ・カルチョ戦でセリエA史上最速となる開始6.2秒でゴールを決めた(これまでの記録はパオロ・ポッジが2001年に記録した8.1秒でのゴール)。
2021-22シーズン、優勝がかかるリーグ最終節のサッスオーロ戦でジル―の2ゴールなど3つのアシストを決めて勝利に貢献、リーグ戦では34試合で11ゴール10アシストを決めて11年振りのリーグ優勝に貢献、この活躍から同シーズンのセリエA最優秀選手賞を受賞した。
2022-23シーズン、UEFAチャンピオンズリーグ準々決勝のナポリとの第2戦、ドリブルで3人を抜き去ってジル―の決勝ゴールをアシスト、チームは16期振りの大会ベスト4入りを果たした。2023年6月2日、ACミランはレオンとの契約を2028年6月30日まで更新した。

## 代表経歴

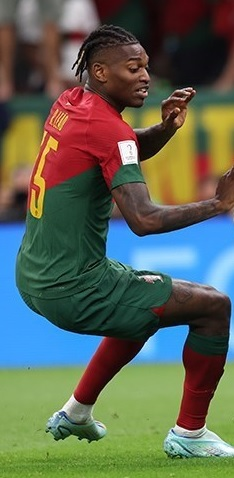
ポルトガル代表でのレオン（2022 FIFAワールドカップ）

プロデビュー前の2015年から、ユース世代のポルトガル代表に招集され、2016年にはUEFA U-17欧州選手権で優勝を経験した。
2022年11月23日、ワールドカップカタール大会、グループリーグ初戦のガーナ戦では途中出場して決勝ゴールを決め、決勝トーナメント1回戦のスイス戦でも1ゴールを奪って16年振りのベスト8進出を決めた。

## エピソード
- 自身よりも18歳年上のイブラヒモヴィッチについて、「彼は僕がPS4で使用していた選手なんだ」と『CBS Sports』で口にし、尊敬するプレーヤーとの日々を楽しんでいることを明かした[21]。
- 『Outpump』のインタビューにて毎日イブラヒモヴィッチの近くにいて模範にしている事を明かした[22]。
- サッカーが大好きであり試合中は常に笑っていると言われており、ゴールを決める前から既に笑っている[23]。

## 個人成績

### クラブ
2025年5月25日現在
| クラブ           | シーズン     | リーグ戦           | リーグ戦 | リーグ戦 | カップ戦 | カップ戦 | リーグカップ | リーグカップ | 欧州カップ戦 | 欧州カップ戦 | その他 | その他 | 合計 | 合計 |
| クラブ           | シーズン     | ディビジョン       | 出場     | 得点     | 出場     | 得点     | 出場         | 得点         | 出場         | 得点         | 出場   | 得点   | 出場 | 得点 |
| ---------------- | ------------ | ------------------ | -------- | -------- | -------- | -------- | ------------ | ------------ | ------------ | ------------ | ------ | ------ | ---- | ---- |
| スポルティングCP | 2017-18      | プリメイラ・リーガ | 3        | 1        | 1        | 1        | —            | —            | 1            | 0            | —      | —      | 5    | 2    |
| リール           | 2018-19      | リーグ・アン       | 24       | 8        | 2        | 0        | —            | —            | —            | —            | —      | —      | 26   | 8    |
| ミラン           | 2019-20      | セリエA            | 31       | 6        | 2        | 0        | —            | —            | —            | —            | —      | —      | 33   | 6    |
| ミラン           | 2020-21      | セリエA            | 30       | 6        | 2        | 0        | —            | —            | 8            | 1            | —      | —      | 40   | 7    |
| ミラン           | 2021-22      | セリエA            | 34       | 11       | 4        | 2        | —            | —            | 4            | 1            | —      | —      | 42   | 14   |
| ミラン           | 2022-23      | セリエA            | 35       | 15       | 1        | 0        | 1            | 0            | 11           | 1            | —      | —      | 48   | 16   |
| ミラン           | 2023-24      | セリエA            | 34       | 9        | 2        | 2        | —            | —            | 11           | 4            | —      | —      | 47   | 15   |
| ミラン           | 2024-25      | セリエA            | 34       | 8        | 1        | 0        | 5            | 1            | 10           | 3            | —      | —      | 50   | 12   |
| ミラン           | 合計         | 合計               | 198      | 55       | 10       | 4        | 6            | 1            | 44           | 10           | 0      | 0      | 260  | 70   |
| キャリア合計     | キャリア合計 | キャリア合計       | 225      | 64       | 15       | 5        | 6            | 1            | 45           | 10           | 0      | 0      | 291  | 80   |

### 代表
出場大会
- U-17ポルトガル代表

2016年 - UEFA U-17欧州選手権2016（優勝）
- U-19ポルトガル代表

2017年 - UEFA U-19欧州選手権2017（準優勝）
- U-20ポルトガル代表

2019年 - 2019 FIFA U-20ワールドカップ（グループステージ敗退）
- U-21ポルトガル代表

2021年 - UEFA U-21欧州選手権2021（準優勝）
- ポルトガル代表

2022年 - 2022 FIFAワールドカップ（ベスト8）
試合数
- 国際Aマッチ 39試合 5得点（2021年 - ）[24]

| ポルトガル代表 | 国際Aマッチ | 国際Aマッチ |
| 年             | 出場        | 得点        |
| -------------- | ----------- | ----------- |
| 2021           | 3           | 0           |
| 2022           | 13          | 2           |
| 2023           | 7           | 1           |
| 2024           | 14          | 2           |
| 2025           | 2           | 0           |
| 通算           | 39          | 5           |

得点数
| #  | 開催年月日     | 開催地                                  | 対戦国         | スコア | 結果 | 試合概要                       |
| -- | -------------- | --------------------------------------- | -------------- | ------ | ---- | ------------------------------ |
| 1. | 2022年11月24日 | スタジアム974                           | ガーナ         | 3-1    | 3-2  | 2022 FIFAワールドカップ        |
| 2. | 2022年12月6日  | ルサイル・アイコニック・スタジアム      | スイス         | 6-1    | 6-1  | 2022 FIFAワールドカップ        |
| 3. | 2023年3月26日  | スタッド・ドゥ・ルクセンブルク          | ルクセンブルク | 6-0    | 6-0  | UEFA欧州選手権予選             |
| 4. | 2024年3月22日  | エスタディオ・D. アフォンソ・エンリケス | スウェーデン   | 1-0    | 5-1  | 親善試合                       |
| 5. | 2024年11月15日 | エスタディオ・ド・ドラゴン              | ポーランド     | 1-0    | 5-1  | UEFAネーションズリーグ2024-25A |

## タイトル

### クラブ
スポルティングCP
- タッサ・ダ・リーガ: 2017-18

ミラン
- セリエA: 2021-22
- スーペルコッパ・イタリアーナ:2025

### 代表
ポルトガル U-17
- UEFA U-17欧州選手権: 2016

### 個人
- セリエA最優秀選手賞: 2021-22